# جزيرة المهناوية
جزيرة المهناوية هي جزيرة تقع في محافظة بابل وسط العراق.

## الموقع
تقع الجزيرة بين ناحيتي السدة وأبي غرق في منتصف نهر الحلة بمساحة (850) دونم ، يحتضنها شط الحلة المتفرع من نهر الفرات من أربع جهات تبعد عن العاصمة بغداد 50كم .

## نبذة
تحتوي هذه الجزيرة في مداخلها على رموز الحضارات القديمة الآشورية والسومرية والبابلية